# 九龍巴士14H線
九龍巴士14H線是香港一條巴士線，循環來往油塘及順利邨，途經藍田（碧雲道、啟田道）及觀塘半山（協和街），回程另途經翠屏。
本線旨為方便油塘及藍田一帶居民往返基督教聯合醫院，為繼臨時巴士路線H1於2003年停辦後，九巴再次開辦的醫院專線之一。

## 背景及歷史
本線開辦前，藍田和油塘的居民只能依賴小巴76A、76B線前往聯合醫院（而該等路線並無任何低地台車輛），並無任何全日直達巴士服務來往聯合醫院以至順利一帶（後者於上課日則有14D線往返，學校假期如暑假，以及公眾假期皆不提供服務），對於長者及乘坐輪椅的殘疾人士十分不便（因香港要到2018年1月26日才有首輛供輪椅人士乘搭的專線小巴投入服務）。有地區人士指出，藍田及油塘地區居民早上及中午時段，前往聯合醫院的76系小巴大排長龍，中途站如順利邨等居民，更是因無位而無法登車。他們曾要求小巴公司增加班次，但欠缺司機及車輛等因素，以致未能解決。適逢九巴於2007年7月1日生效的10年專營權於2017年6月30日屆滿，九巴承諾若成功獲批新專營權，將推出多項優惠，其中包括新增2條社區醫院專線「H」線（即本路線及32H線），方便市民到聯合醫院。
- 2018年3月26日：本線投入服務。[2][3][4]
- 2018年6月6日：「啟仁樓」站遷至「啟田商場」站。[5]
- 2022年8月8日：往順利方向於啟田道（南行）後改經鯉魚門道前往觀塘道，不途經將軍澳道。取消啟田道北行「基孝中學」、「康田苑」、「啟田商場」及「藍田分科診所」站，並新增德田街「啟旺樓」站。

## 服務時間
| 每日油塘開 | 每日油塘開 | 每日油塘開 | 每日油塘開 | 每日油塘開 | 每日油塘開 | 每日油塘開 |
| ---------- | ---------- | ---------- | ---------- | ---------- | ---------- | ---------- |
| 08:00      | 09:00      | 10:00      | 11:00      | 12:00      | 13:00      | 14:00      |
| 15:00      | 16:00      | 17:00      | 18:00      | 19:00      | 20:00      |            |

## 收費
全程：$6.4
| - 本線設有12歲以下小童及65歲或以上長者半價優惠。 - 65歲或以上香港居民使用「樂悠咭」，以及12歲以下合資格殘疾兒童使用「殘疾人士身份」個人八達通繳付車資，均可享有每程$2.0或半價（以較低者為準）的票價優惠；12至64歲合資格殘疾人士使用「殘疾人士身份」個人八達通（包括「樂悠咭」），以及60至64歲香港居民使用「樂悠咭」繳付車資，均可享有每程$2.0或全費（以較低者為準）的票價優惠。 - 65歲或以上長者如使用長者或一般個人八達通繳付車資，則只可享有半價優惠；12至64歲合資格殘疾人士如不使用「殘疾人士身份」個人八達通，以及60至64歲人士如不使用「樂悠咭」繳付車資，必須繳付全費。 - 乘客可以現金或八達通於上車時付款，不設找續。 - 每位成人乘客可免費攜帶最多兩名4歲以下而不佔座位的兒童乘客乘車，超額之4歲以下小童必須繳付小童車費乘車。 - 持有「九巴月票」之乘客在車票有效期內，每日可享最多10程任何九龍巴士及龍運巴士路線（包括本路線，以及聯營路線的九龍巴士／龍運巴士提供的班次；惟乘搭機場「A」及「NA」線則可享原價二七折優惠（不會計算每天10次合資格車程））；而B1線則每日可享最多各2程（不會計算每天10次合資格車程）。 - 九龍巴士、城巴、龍運巴士及陽光巴士全職員工及家屬（不包括外判職員）可免費乘搭本路線，惟必須拍職員或職員家屬八達通。 - 乘客亦可透過多元化電子支付系統（e度嘟）繳付車資，包括使用非接觸式VISA卡、JCB卡、萬事達卡、銀聯卡、美國運通、大來國際、Discover Card、Apple Pay、Google Pay、Samsung Pay、AlipayHK「易乘碼」、支付寶、WeChatHK／微信支付「搭車碼」、銀聯雲閃付「乘車碼」及BOC Pay「乘車碼」。乘客使用此付款方式，使用此支付方式的乘客可享有中途下車之分段收費，以及與其他九巴／龍運獨營路線或聯營線九巴／龍運班次之轉乘優惠，惟不適用於與非九巴／龍運路線之轉乘優惠，亦不能享有「公共交通費用補貼計劃」及「長者及合資格殘疾人士公共交通票價優惠計劃」。 |

### 八達通轉乘優惠
14H↔14S，次程可獲$1折扣優惠
- 14H往油塘 → 14S往將軍澳華人永遠墳場
- 14S往油塘 → 14H往順利

14H↔W2，次程可獲$6.1折扣優惠
- 14H任何方向 → W2往西九龍站
- W2往觀塘 → 14H任何方向

## 用車
現時本線使用2輛設有兩個輪椅停放區的12米富豪B7RLE（AVC）行走本線。
| 車隊編號 | 車牌   |
| -------- | ------ |
| AVC69    | RK4303 |
| AVC70    | RK6361 |

## 行車路線
經：高超道、碧雲道、連德道、德田街、啟田道、鯉魚門道、觀塘道、協和街、秀茂坪道、順安道、順天巴士總站、利安道、新清水灣道、順利邨道、協和街、翠屏道、鯉魚門道、藍田公共運輸交匯處、鯉魚門道、啟田道、德田街、連德道、碧雲道及高超道。

### 沿線車站

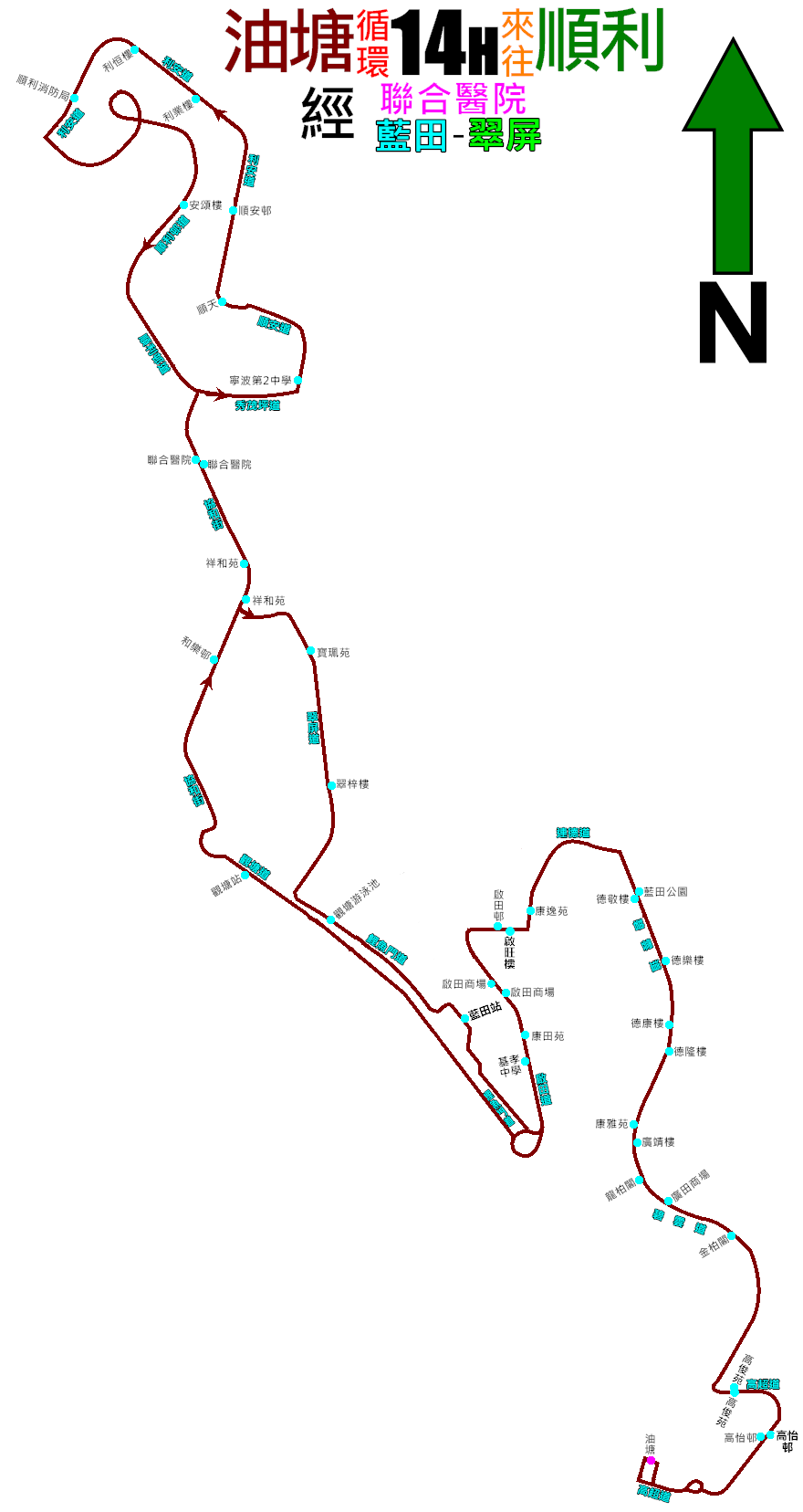
九龍巴士14H線的走線圖

| 1          | 油塘巴士總站     | 油塘公共運輸交匯處 |
| 2          | 高怡邨           | 高超道             |
| 3          | 高俊苑           | 高超道             |
| 4          | 康栢苑金栢閣     | 碧雲道             |
| 5          | 康栢苑龍栢閣     | 碧雲道             |
| 6          | 康雅苑           | 碧雲道             |
| 7          | 德田邨德康樓     | 碧雲道             |
| 8          | 德田邨德敬樓     | 碧雲道             |
| 9          | 康逸苑           | 連德道             |
| 10         | 啟田邨啟旺樓     | 德田街             |
| 11         | 啟田商場         | 啟田道             |
| 12         | 藍田站           | 鯉魚門道           |
| 13         | 觀塘法院（F1）   | 鯉魚門道           |
| 14         | 觀塘站（E1）     | 觀塘道             |
| 15         | 和樂邨           | 協和街             |
| 16         | 祥和苑           | 協和街             |
| 17         | 聯合醫院         | 協和街             |
| 18         | 寧波第二中學     | 順安道             |
| 19         | 順天巴士總站     | 順天巴士總站       |
| 20         | 順安邨           | 利安道             |
| 21         | 順利邨利業樓     | 利安道             |
| 22         | 順利邨利樓       | 利安道             |
| 23         | 順利消防局       | 利安道             |
| 新清水灣道 |                  |                    |
| 24         | 順安邨安頌樓     | 順利邨道           |
| 25         | 聯合醫院         | 協和街             |
| 26         | 祥和苑           | 協和街             |
| 27         | 寶珮苑           | 翠屏道             |
| 28         | 翠屏邨翠梓樓     | 翠屏道             |
| 29         | 觀塘游泳池（R2） | 鯉魚門道           |
| 30         | 藍田站           | 藍田公共運輸交匯處 |
| 31         | 基孝中學         | 啟田道             |
| 32         | 康田苑           | 啟田道             |
| 33         | 啟田商場         | 啟田道             |
| 34         | 啟田邨           | 德田街             |
| 35         | 藍田公園         | 碧雲道             |
| 36         | 德田邨德樂樓     | 碧雲道             |
| 37         | 德田邨德隆樓     | 碧雲道             |
| 38         | 廣田邨廣靖樓     | 碧雲道             |
| 39         | 廣田商場         | 碧雲道             |
| 40         | 高俊苑           | 高超道             |
| 41         | 高怡邨           | 高超道             |
| 42         | 油塘巴士總站     | 油塘公共運輸交匯處 |